# Sekarbanyu
Sekarbanyu is een bestuurslaag in het regentschap Malang van de provincie Oost-Java, Indonesië. Sekarbanyu telt 2479 inwoners (volkstelling 2010).